# Wenche Halvorsen Stensrud
Wenche Halvorsen Stensrud er en norsk håndboldspiller. Hun spillede 91 kampe og scorede 211 mål for Norges håndboldlandshold mellem 1975 og 1984. Hun deltog også under VM 1982 hvor holdet kom på en 7.-plads.